# Вузівський (Одеса)
Мікрорайон «Вузівський» — назва багатоповерхового житлового району міста Одеси, який розташований на схід від мікрорайону Д-Є житлового масиву «Таїровський».

## Історія
У другій половині 1970-х років на місці сільськогосподарського поля між селами Дмитріївка та Дерибасівка було вирішено влаштувати мікрорайон студентських гуртожитків. Однак, перший навчальний заклад у цій місцевості з'явився ще у 1972 році — технікум газової та нафтової промисловості Мінгазпрому СРСР. До початку 1980-х років на півночі майбутнього мікрорайону було споруджено лише один дворівневий гуртожиток Інституту народного господарства, ПТУ № 5 кравців та шевців та два житлових будинки, після чого будівництво загальмувалося у наслідок того, що більша частина території так і не була надана під забудову. Всі споруди були виконані з цегли за типовими проєктами.
Лише у 1986 році місто виділили останню частину ділянки площею 30 гектарів під будівництво мікрорайону, але концепція його забудови до того часу кардинально змінилася. У наслідок хронічної нестачі житлової площі було вирішено створити черговий житловий мікрорайон. Він був розрахований на 2976 квартир, планувалося спорудити дві школи, два дитячих садка, універсам, магазин продуктових товарів, відділ зв'язку, кафе. Таким чином на відміну від інших мікрорайонів на «Вузівському» була передбачена добре розвинена інфраструктура.
Того часу в Одесі панував такий спосіб планування мікрорайону, де секції житлових будинків утворювали подвір'я. Забудовувати мікрорайон було вирішено покращеними проєктами типової серії 94. Домінантами у силуеті з боку Люстдорфської дорого повинні були стати шістнадцятиповерхівки серії ОГ-16 у яких для різноманітних закладів були передбачені вбудовано-прибудовані приміщення. Забудова цілком була аналогічною мікрорайону В-Г житлового масиву «Південний», який був також забудований всередині 1980-х років. Спорудження будинків за розробленим планом припинилося на початку 1900-х років.
Незабудованої площі практично не залишилося, окрім невеликої галявини на південь від ПТУ № 5. Подальші будівлі споруджувались на невеликих ділянках на півночі та заході. Домобудівний комбінат було зупинено, таким чином будинки споруджувались по різноманітним типовим та індивідуальнім проєктам з цегли та бетонних блоків. Всього у 1990—2006 роках було споруджено близько десяти будинків. Останнім будинком району був дев'ятиповерховий будинок на вул. Чернігівській, 9в споруджений у 2005—2007 роках. У 2012 році були наміри розробити детальний план території мікрорайону для здійснення подальшої забудови, але проєкт так і залишився нереалізованим.

## Інфраструктура
Більшість комерційних закладів розташовано у вбудовано-прибудованих приміщеннях на Люстдорфській дорозі. У будинку на вулиці Дмитрівській, 57 був розташований один з перших універсамів міста, у 1990-х роках він був приватизований і носив назву «Меркатор» у наслідок чого стихійну зупинку транспорту навпроти по-іншому і не називали. З відкриттям супермаркету Таврія-В у сусідньому мікрорайоні Д-Є житлового масиву «Таїровський» гіпермаркет зачинився, його приміщення у 2010-х роках займає дитячий супермаркет «Антошка». У 2010-х роках за той же адресою відкрилось відділення № 38 перевізника «Нова пошта».
У вбудовано-прибудованому приміщенні на вулиці Люстдорфська дорога, 125а були влаштовані відділення зв'язку (нині № 88), Ощадбанк та перукарня. В глибині мікрорайону на захід від дитячого саду № 80 був влаштований мінібазар, поряд розташована одноповерхова будівля ЖКС «Вузівський».
Навпроти південно-західного куту мікрорайону «Вузівський» у мікрорайоні «Г» житлового масиву «Таїровський» у 1980-х роках був споружений будинок побуту, а пізніше влаштований базар «Левітана».

## Архітектура
Забудова мікрорайону є найщільнішою у порівнянням з іншою радянською забудовою, що обумовлено малою площею ділянки та високою потрібністю у житлі. Будинки утворюють замкнені та напівзамкнені прямокутні подвір'я аналогічно мікрорайону «А» житлового масиву «Південний» та мікрорайонам ІІІ-4-1, ІІІ-4-2, ІІ-4-3, однак на відміну від даних районів на «Вузівському» були споруджені школа та дитячі садки більш ранніх проєктів. Більшість забудови району складають дев'ятиповерхові панельні будинки покращеного проєкту з серії 94. Фасади будинків всередині мікрорайону облицьовані кахлями з контрастним поєднанням кавового та фіолетового кольорів, а по периметру кварталів — кавового та бордового кольорів. З боку Люстдорфської дороги були споруджені шістнадцатіповерхові будинки серії ОГ-16 на перших поверхах яких розташовані вбудовано-прибудовані приміщення, де розміщувались універсам пошта, перукарня, ощадна каса. Таким чином даний мікрорайон має на відміну від інших виразний вигляд.
Першими житловими будинками мікрорайону були дев'ятиповерховий будинок на вул. Дмитрівській, 43, якій відноситься до ранніх проєктів 87 серії та на вулиці Дмитрівській, 41 вежоподібний дев'ятиповерховий будинок проєкту 1у-438А-38. Фасади даних будинків облицьовані кахлями одного кольору, під дахом з зеленої кахлі влаштований простий орнамент. У цілому оздоблення відповідає 1970-м рокам.
У другій половині 1970-х років за типовим проєктом був споруджений дворівневий гуртожиток з їдальнею інституту народного господарства. Подібні будинки також зустрічаються і у Харкові. Проєкт відрізняється виразним виглядом, фасади частково оздоблені кахлями. Будинок частково нагадує житловий будинок у Марселі (1947—1952) авторства Ле Корбюзьє.
На вулиці Шишкіна, 48 є також будинок єдиний у мікрорайоні будинок для малосімейних, проєкт його відноситься до серії 94.
У 1990-х — 2000-х роках споруджуються будинки з привозних панелей, блоків та цегли. Проєкти споруд дуже відрізняються, однак декілька будинків 1990-х років були споруджені за зміненими проєктами цегельної серії 87. Серед них виділяється шістнадцятиповерховий будинок проєкту 124-87-151 на вулиці Дмитрівській, 51/2.
На фасадах споруд мікрорайону відсутні абревіатури або дати спорудження, окрім будинку Чорноморгідробуду на вулиці Дмитрівській, 37, де на фасаді влаштована монограма підприємства: «ЧГС».
Характерні ознаки архітектури 2000-х років відносяться будинки на вулиці Дмитрівській, 41/3, 42/4 та вулиці Чернігівській, 9В.